# Wendell Alexis
Wendell Alexis (Brooklyn, New York, SAD, 31. srpnja 1964.e umirovljeni je američki košarkaš.
Studirao je na sveučilištu Syracuseu. Golden State Warriorsi su ga 1986. na draftu izabrali u 3. krugu. Bio je 59. po redu izabrani igrač (60. je bio Dražen Petrović).

## Vanjske poveznice
- NBA.com